# Ipotesi di trascinamento dell'etere
Nel diciannovesimo secolo, la teoria dell'etere luminifero come mezzo ipotetico per la propagazione della luce fu ampiamente discussa. Una parte importante di questa discussione è stata la domanda relativa allo stato di movimento della Terra rispetto a questo mezzo. L'ipotesi di trascinamento dell'etere ha affrontato la questione se l'etere luminifero sia trascinato o venga condensato all'interno della materia in movimento. Seguendo la prima variante non esiste alcun moto relativo tra Terra ed etere; nel secondo caso, esiste un movimento relativo e quindi la velocità della luce dovrebbe dipendere dalla velocità di questo movimento ("vento eterico"), che dovrebbe essere misurabile dagli strumenti a riposo sulla superficie terrestre. Modelli di etere specifici furono inventati da Augustin-Jean Fresnel che nel 1818 propose che l'etere fosse parzialmente trascinato dalla materia. L'altro fu proposto da George Stokes nel 1845, in cui l'etere è completamente trascinato all'interno o in prossimità della materia.
Mentre la teoria quasi stazionaria di Fresnel fu apparentemente confermata dall'esperimento di Fizeau (1851), la teoria di Stokes fu apparentemente confermata dall'esperimento di Michelson-Morley (1881, 1887). Questa situazione contraddittoria fu risolta dalle opere di Hendrik Antoon Lorentz (1895, 1904) la cui teoria dell'etere di Lorentz bandì qualsiasi forma di trascinamento dell'etere, e infine con il lavoro di Albert Einstein (1905) con la teoria della relatività ristretta che non contiene l'etere come mezzo meccanico.

## Trascinamento parziale dell'etere
Nel 1810, François Arago si rese conto che le variazioni dell'indice di rifrazione di una sostanza prevista dalla teoria corpuscolare avrebbero fornito un metodo utile per misurare la velocità della luce. Queste previsioni sono nate perché l'indice di rifrazione di una sostanza come il vetro dipende dal rapporto tra le velocità della luce nell'aria e nel vetro. Arago tentò di misurare di quanto i corpuscoli di luce sarebbero stati rifratti da un prisma di vetro nella parte anteriore di un telescopio. Si aspettava che ci sarebbero stati diversi angoli di rifrazione a causa della varietà delle diverse velocità delle stelle e del movimento della terra in diversi momenti del giorno e dell'anno. Contrariamente a questa aspettativa, ha scoperto che non vi era alcuna differenza nella rifrazione tra le stelle, tra le ore del giorno o tra le stagioni. Tutto ciò che Arago osservò fu un'aberrazione stellare ordinaria.
Nel 1818, Augustin-Jean Fresnel esaminò i risultati di Arago con l'ipotesi di una teoria ondulatoria della luce. Si rese conto che anche se la luce fosse trasmessa come onde, l'indice di rifrazione dell'interfaccia vetro-aria avrebbe dovuto variare quando il vetro si muoveva attraverso l'etere per colpire le onde in arrivo a velocità diverse quando la terra ruotava e le stagioni cambiarono. Fresnel propose che il prisma di vetro avrebbe portato con sé parte dell'etere in modo tale che "... l'etere è in eccesso all'interno del prisma". Si rese conto che la velocità di propagazione delle onde dipende dalla densità del mezzo così proposto che la velocità della luce nel prisma avrebbe dovuto essere regolata da una quantità di "trascinamento". La velocità della luce {\displaystyle v_{n}} nel vetro è dato da:
{\displaystyle v_{n}={\frac {c}{n}}}
In base al trascinamento {\displaystyle v_{d}} è data da:
{\displaystyle v_{d}=v(1-{\frac {\rho _{e}}{\rho _{g}}})}
Dove {\displaystyle \rho _{e}} è la densità dell'etere nel vuoto , {\displaystyle \rho _{g}} è la densità dell'etere nel vetro e {\displaystyle v} è la velocità del prisma rispetto all'etere.
Il fattore {\displaystyle (1-{\frac {\rho _{e}}{\rho _{g}}})} può essere scritto come {\displaystyle (1-{\frac {1}{n^{2}}})} poiché l'indice di rifrazione, n, dipenderebbe dalla densità dell'etere. Questo è noto come coefficiente di trascinamento di Fresnel. La velocità della luce nel vetro è quindi data da:
{\displaystyle V={\frac {c}{n}}+v(1-{\frac {1}{n^{2}}})}
Questa correzione è riuscita a spiegare il risultato nullo dell'esperimento di Arago. Introduce il concetto di etere in gran parte stazionario che viene trascinato da sostanze come il vetro ma non dall'aria. Il suo successo favorì la teoria ondulatoria della luce rispetto alla precedente teoria corpuscolare.

### Problemi sul trascinamento parziale dell'etere
Il coefficiente di trascinamento di Fresnel è stato confermato direttamente dall'esperimento Fizeau e dalle sue repliche. In generale, con l'ausilio di questo coefficiente si può spiegare il risultato negativo di tutti gli esperimenti di deriva dell'etere ottico abbastanza sensibili da rilevare effetti del primo ordine (come gli esperimenti di Arago, Fizeau, Hoek, Airy, Mascart). La nozione di etere (quasi) stazionario è anche coerente con l'aberrazione stellare . Tuttavia, questa teoria è considerata confutata per i seguenti motivi:
- Era già noto nel diciannovesimo secolo che il trascinamento parziale dell'etere richiede che la velocità relativa dell'etere e della materia sia diversa per la luce di colori diversi, il che evidentemente non è possibile.
- La teoria di Fresnel di un etere (quasi) stazionario prevede risultati positivi con esperimenti sufficientemente sensibili da rilevare effetti del secondo ordine. Tuttavia, esperimenti come l'esperimento Michelson-Morley e l'esperimento Trouton – Noble, hanno dato risultati negativi nel loro margine di errore e sono quindi considerati confutazioni dell'etere di Fresnel.

## Trascinamento completo dell'etere
Per George Stokes (1845) il modello di un etere totalmente inerte o solo parzialmente trascinato dalla materia in movimento era innaturale e poco convincente, quindi supponeva che l'etere fosse completamente trascinato all'interno e nelle immediate vicinanze della materia, in parte trascinato a fino a grandi distanze, e fosse a riposo nello spazio libero. Anche Heinrich Rudolf Hertz (1890) suppose un modello di trascinamento eterico completo nella sua elaborazione della teoria dell'elettromagnetismo di Maxwell, per adeguarlo al principio di relatività galileiana. Cioè, se si ipotizza che l'etere sia a riposo all'interno della materia in un determinato quadro di riferimento, la trasformazione Galileiana dà il risultato che la materia e l'etere (trascinato) viaggiano con la stessa velocità in un altro quadro di riferimento.

### Problemi sul trascinamento completo dell'etere

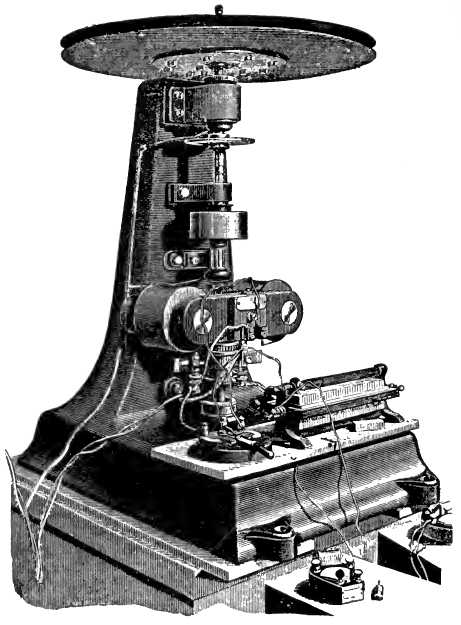
La macchina dell'etere della loggia. La luce proveniente da un sensibile interferometro a percorso comune è stata guidata tra i dischi a rotazione rapida.

La teoria del trascinamento completo dell'etere può spiegare il risultato negativo di tutti gli esperimenti di deriva dell'etere (come ad esempio l'esperimento di Michelson-Morley). Tuttavia, questa teoria è considerata errata perché in contrasto con i seguenti esperimenti:
- L'esperimento Fizeau (1851) indicava solo un parziale trascinamento di luce.
- L'effetto Sagnac mostra che due raggi di luce, emanati dalla stessa sorgente luminosa in direzioni diverse su una piattaforma rotante, richiedono tempi diversi per ritornare alla sorgente luminosa. Tuttavia, se l'etere viene trascinato completamente dalla piattaforma, questo effetto non dovrebbe verificarsi affatto.
- Oliver Lodge condusse esperimenti nel 1890, cercando prove che la propagazione della luce fosse influenzata dall'essere in prossimità di grandi masse rotanti e non trovò tale influenza.[11][12]
- Nell'esperimento Hammar, condotto da Gustaf Wilhelm Hammar nel 1935, fu usato un interferometro a percorso comune. Sono stati installati enormi blocchi di piombo su entrambi i lati di una sola gamba dell'interferometro. Questa disposizione dovrebbe causare diverse quantità di trascinamento eterico e quindi produrre un risultato positivo. Tuttavia, il risultato è stato di nuovo negativo.[13]

Il trascinamento completo dell'etere non è coerente con il fenomeno dell'aberrazione stellare. In questa illustrazione, immagina che le stelle siano infinitamente distanti. L'aberrazione si verifica quando la velocità dell'osservatore ha un componente perpendicolare alla linea percorsa dalla luce in arrivo dalla stella. Come si vede nell'animazione a sinistra, il telescopio deve essere inclinato prima che la stella appaia al centro dell'oculare. Come si vede nell'animazione della destra, se l'etere viene trascinato in prossimità della terra, allora il telescopio deve essere puntato direttamente sulla stella affinché la stella appaia al centro dell'oculare.

- Non è coerente con il fenomeno dell'aberrazione stellare . Nell'aberrazione stellare la posizione di una stella se vista con un telescopio oscilla ogni lato di una posizione centrale di circa 20,5 secondi di arco ogni sei mesi. Questa quantità di oscillazione è la quantità prevista quando si considera la velocità del viaggio terrestre nella sua orbita. Nel 1871 Airy dimostrò che l'aberrazione stellare si verifica anche quando un telescopio è pieno d'acqua. Sembra che se l'ipotesi della resistenza eterica fosse vera, allora non si verificherebbe un'aberrazione stellare perché la luce viaggerebbe nell'etere che si muoverebbe insieme al telescopio. Considera un secchio su un treno che sta per entrare in un tunnel e una goccia d'acqua gocciola dall'ingresso del tunnel nel secchio proprio al centro. La goccia non colpirà il centro nella parte inferiore del secchio. Il secchio è analogo al tubo di un telescopio, la goccia è un fotone e il treno è la terra. Se l'etere viene trascinato, la goccia viaggerebbe con il treno quando viene fatta cadere e colpirebbe il centro del secchio in basso. La quantità di aberrazione stellare, {\displaystyle \alpha }, è dato da:

{\displaystyle \tan(\alpha )={\frac {v\delta t}{c\delta t}}.}
da cui si può ricavare la relazione:
{\displaystyle \tan(\alpha )={\frac {v}{c}}}
La velocità con cui la terra gira intorno al sole è v = 30 km/s, e la velocità della luce è c = 299.792.458 m/s che dà {\displaystyle \alpha } = 20,5 secondi di arco ogni sei mesi. Questo valore di aberrazione è quello osservato e ciò contraddice l'intera ipotesi di trascinamento dell'etere.

### Le risposte di Stokes a questi problemi
Stokes già nel 1845 introdusse alcune ipotesi aggiuntive al fine di allineare la sua teoria ai risultati sperimentali. Per spiegare l'aberrazione, ha assunto che anche il suo incomprimibile etere sia irrotazionale, il che darebbe, in relazione al suo modello specifico di trascinamento dell'etere, la legge corretta dell'aberrazione. Per riprodurre il coefficiente di trascinamento di Fresnel (e quindi per spiegare l'esperimento di Fizeau), ha sostenuto che l'etere è completamente trascinato all'interno di un mezzo - vale a dire che l'etere viene condensato quando entra nel mezzo e rarefatto quando lo lascia di nuovo, il che modifica la velocità dell'etere oltre a quella della luce e conduce alla stessa espressione di quella di Fresnel.
Anche se la teoria dell'aberrazione di Stokes fu considerata valida per qualche tempo, egli vi dovette rinunciare perché Lorentz nel 1886 sostenne che quando l'etere è incomprimibile come nella teoria di Stokes e se l'etere ha la stessa componente normale di velocità del terra, non avrebbe la stessa componente tangenziale della velocità, quindi tutte le condizioni poste da Stokes non possono essere soddisfatte allo stesso tempo.

### Trascinamento dell'etere gravitazionale
Un'altra versione del modello di Stokes fu proposta da Theodor des Coudres e Wilhelm Wien (1900). Questi presumevano che il trascinamento dell'etere fosse proporzionale alla massa gravitazionale. Cioè, l'etere è completamente trascinato dalla terra e solo parzialmente trascinato da oggetti più piccoli sulla terra. E per salvare la spiegazione di Stokes sull'aberrazione, Max Planck (1899) sosteneva in una lettera a Lorentz che l'etere potrebbe non essere incomprimibile, ma condensato dalla gravitazione in prossimità della terra, e ciò avrebbe fornito le condizioni necessarie per teoria di Stokes ("teoria di Stokes-Planck"). Rispetto agli esperimenti di cui sopra, questo modello può spiegare i risultati positivi degli esperimenti di Fizeau e Sagnac, perché la piccola massa di quegli strumenti può trascinare solo parzialmente (o per niente) l'etere, e per lo stesso motivo spiega risultato negativo degli esperimenti di Lodge. È anche compatibile con l'esperimento di Hammar e Michelson-Morley, poiché l'etere è completamente trascinato dalla grande massa della terra.
Tuttavia, questa teoria fu confutata direttamente dall'esperimento Michelson – Gale – Pearson (1925). La grande differenza di questo esperimento rispetto ai soliti esperimenti di Sagnac è il fatto che è stata misurata la rotazione della Terra stessa. Se l'etere è completamente trascinato dal campo gravitazionale terrestre, ci si deve aspettare un risultato negativo, ma il risultato è stato positivo.
E da un punto di vista teorico è stato notato da Hendrik Antoon Lorentz, che l'ipotesi di Stokes-Planck richiede che la velocità della luce non sia influenzata da un aumento della densità di 50000 volte dell'etere. Quindi Lorentz e Planck stesso hanno respinto questa ipotesi come improbabile.

## Lorentz ed Einstein
Quando Lorentz fu costretto ad abbandonare l'ipotesi di Stokes, scelse il modello di Fresnel come punto di partenza. [ citazione necessaria ] Riuscì a riprodurre il coefficiente di trascinamento di Fresnel nel 1892, sebbene nella teoria di Lorentz rappresenti una modifica della propagazione delle onde luminose, non il risultato di alcun trascinamento di etere. Pertanto, l'etere di Lorentz è completamente fermo o immobile. Tuttavia, questo porta allo stesso problema che già affliggeva il modello di Fresnel: era in contraddizione con l'esperimento di Michelson-Morley. Pertanto, George Francis FitzGerald (1889) e Lorentz (1892) introdussero una contrazione della lunghezza, cioè tutti i corpi si contraggono nella linea di movimento dal fattore {\displaystyle {\sqrt {1-v^{2}/c^{2}}}}. Inoltre, nella teoria di Lorentz la trasformazione di Galileo fu sostituita dalla trasformazione di Lorentz.
Tuttavia, l'aumento di ipotesi per salvare il concetto di etere stazionario era considerato estremamente artificiale. Così fu Albert Einstein (1905), ad accorgersi che era sufficiente assumere solamente il principio di relatività e l'invarianza della velocità della luce in tutti i sistemi di riferimento inerziali, al fine di sviluppare la teoria della relatività ristretta, e derivare da questa la trasformazione completa di Lorentz. Tutto questo è stato ottenuto tralasciando il concetto di etere stazionario.
Come mostrato da Max von Laue (1907), la relatività ristretta prevede il risultato dell'esperimento di Fizeau applicando il teorema di addizione della velocità senza bisogno di un etere. Indicando con {\displaystyle V} la velocità della luce relativa all'apparato di Fizeau e {\displaystyle U} la velocità della luce relativa all'acqua e {\displaystyle v} la velocità dell'acqua, si hanno le seguenti relazioni:
{\displaystyle U={\frac {c}{n}}}
{\displaystyle V={\frac {c/n+v}{1+v/nc}}}
che, se v / c è sufficientemente piccolo, si può approssimare attraverso l'espansione binomiale per diventare:
{\displaystyle V\approx {\frac {c}{n}}+v\left(1-{\frac {1}{n^{2}}}\right)}
Questo risultato è identico all'equazione di Fresnel.

## Ipotesi eterica di Allais
Maurice Allais nel 1959, propose un'ipotesi eterica che comporta una velocità del vento di circa 8 km/s, molto inferiore al valore standard di 30 km/s sostenuti dagli scienziati del diciannovesimo secolo e compatibile con gli esperimenti Michelson – Morley e Dayton Miller, tuttavia compatibile con i suoi esperimenti riguardanti il controverso effetto di Allais, imprevedibile dalla relatività generale. Nonostante sostenesse la necessità di un'altra teoria della gravità, la sua ipotesi non ottenne un significativo appoggio tra gli scienziati tradizionali.

## Sommario
Nella fisica moderna (che si basa sulla teoria della relatività e della meccanica quantistica), l'etere come una "sostanza materiale" con uno "stato di movimento" non ha più nessun ruolo. Quindi le questioni riguardanti un possibile "trascinamento dell'etere" non sono più considerate significative dalla comunità scientifica. Tuttavia, esiste l'effetto di trascinamento come previsto dalla relatività generale, in cui le masse rotanti distorcono la metrica dello spaziotempo, causando una precessione dell'orbita, soprattutto nelle particelle passanti vicino al centro di rotazione. Questo effetto però è di diversi ordini di grandezza più debole di qualsiasi "resistenza eterica" discussa in questo articolo.